# Ciro Scianna
Ciro Scianna (Bagheria, 16 marzo 1891 – Monte Asolone, 24 giugno 1918) è stato un militare italiano, decorato di Medaglia d'oro al valor militare alla memoria nel corso della prima guerra mondiale.

## Biografia
Nacque a Bagheria il 16 marzo 1891, figlio di Michele e Paola Rizzo. Emigrato all'estero per motivi lavorativi, verso la fine del 1913 ritornò in Italia al fine di compiere il servizio militare di leva e nel gennaio 1914 fu arruolato nel Regio Esercito, assegnato all'Arma di Fanteria, Corpo dei Bersaglieri. Entrato in servizio nel 3º Reggimento bersaglieri, nel dicembre dello stesso anno fu trasferito al 10º Reggimento bersaglieri, con il quale partì per l'Albania. Ritornato in patria, con l'aggravarsi della situazione politica internazionale e con l'inizio della mobilitazione fu trattenuto in servizio, assegnato al 16º Reggimento bersaglieri. All'atto dell'entrata in guerra del Regno d'Italia, avvenuta il 24 maggio dello stesso anno, partì per la zona di operazioni, Si distinse nei combattimenti sul Freikofel, in Carnia e, nel corso del 1917, nel settore But-Degano. 
Dopo la sconfitta di Caporetto e il successivo ripiegamento dei reparti dell'esercito italiano sulla linea del Piave, dietro sua domanda fu assegnato inizialmente al XVIII Reparto d'assalto Arditi "Fiamme cremisi".. Passato al IX Reparto d'assalto "Fiamme Nere" comandato dal maggiore Giovanni Messe, il 15 maggio 1918, per un attacco a colpi di bombe a mano contro i reticolati di una trincea nemica sul Monte Asolone fu decorato di Medaglia di bronzo al valor militare, cui ne seguì una d'argento per la conquista di Col Fenilon e Col Moschin (15-16 giugno). Qualche giorno dopo, quando le truppe austro-ungariche avevano già ripassato il corso del Piave, il Comando Supremo decise di riconquistare il Monte Asolone, affidandone il compito al IX Reparto d'assalto. Alle 16:00 del 24 giugno le truppe italiane partirono all'attacco, precedute da un breve fuoco di artiglieria, riuscendo a conquistare le trincee nemiche a colpi di bombe a mano ed egli, alfiere del reparto,  vi piantò lo stendardo. Poco dopo il nemico si lanciò al contrattacco, sostenuto da un violento fuoco di artiglieria e di mitragliatrici. Tenendo sempre spiegato lo stendardo del reparto, si portò dove più infuriava il combattimento e, incitando i propri compagni, si lanciò in avanti, raggiungendo la vetta del monte e venendo colpito a morte da una raffica di mitragliatrice. Cadde tra le braccia del proprio comandante di battaglione, maggiore Giovanni Messe, cui affidò lo stendardo, baciandolo prima di morire. Per onorarne il coraggio fu decretata la concessione della Medaglia d'oro al valor militare alla memoria.
Gli sono state dedicate la Base Addestramento Incursori dell'Esercito Italiano di Pisa, la caserma del 4º Reggimento genio guastatori dell'Esercito Italiano di Palermo e la Scuola secondaria di primo grado  ad indirizzo musicale di Bagheria, in provincia di Palermo.

### Fonti
1. 1 2 3 4 5 6 7 8 9  Fiamma Cremisi n.4, luglio-agosto 2018, p. 17.
2. 1 2 3 4 5 6 7  Combattenti Liberazione.
3. ↑  Difesaonline
4. ↑   milistory.net,  https://web.archive.org/web/20151124145039/http://www.milistory.net/forum/ciro-scianna-medaglia-doro-leroe-del-monte-asolone-vt23603.html. URL consultato il 23 novembre 2015 (archiviato dall'url originale il 24 novembre 2015).
5. ↑   Dettaglio decorato SCIANNA Ciro, su quirinale.it. URL consultato il 13 febbraio 2018.